# X Corp.
X Corp. est une société opérant dans le domaine de la technologie, fondée en 2023 par l'entrepreneur Elon Musk dans le but de succéder à Twitter, Inc et son service du même nom.
X Corp. est une filiale de X Holdings Corp., une société dirigée par Elon Musk.
En avril 2023, elle absorbe Twitter, Inc. et devient donc propriétaire du réseau social de microblogage Twitter.

## Histoire

### Conceptualisation et planification (2022-2023)
En avril 2022, des dépôts auprès de la Securities and Exchange Commission (SEC) ont révélé que Musk avait créé trois entités corporatives au Delaware, toutes portant le nom de X Holdings. Selon les dépôts, l'une des entités devait fusionner avec Twitter, Inc., tandis qu'une autre devait servir de société mère à l'entreprise nouvellement fusionnée. Une troisième entité devait ensuite aider à obtenir un prêt de 13 milliards de dollars auprès de diverses grandes banques pour acquérir Twitter. Le nom de « X » remonte à X.com, une banque en ligne co-fondée par Musk en 1999. En juin 2001, X.com est devenue PayPal. Musk a envisagé de créer une société holding nommée « X » pour Tesla, Inc. et SpaceX en août 2012. En juillet 2017, Musk a racheté le domaine X.com à PayPal pour un montant non divulgué. Musk a réaffirmé son soutien pour le nom « X » en décembre 2020, en répondant à un utilisateur de Twitter qui appelait à nouveau Musk à former une nouvelle société holding sous ce nom, bien qu'il ait rejeté l'idée d'acquérir ses entreprises par le biais de X.
Le concept de X s'est consolidé en octobre 2022, lorsque Musk a tweeté que l'acquisition de Twitter est « un accélérateur pour la création de X, l'application tout-en-un ». Selon Musk, l'acquisition de Twitter accélérerait la création de X de « 3 à 5 ans ». En mai 2022, Musk avait exprimé son intérêt pour la création d'une application similaire à WeChat, une application chinoise de messagerie instantanée, de médias sociaux et de paiement mobile, lors d'un podcast. En juin, Musk a déclaré aux employés de Twitter que Twitter est une « place publique numérique » qui devrait être tout-en-un, comme WeChat. Lors d'une conférence de Morgan Stanley en mars 2023, Musk a de nouveau vanté X comme étant potentiellement « la plus grande institution financière au monde ». Le 27 octobre 2022, Musk a acquis Twitter pour 44 milliards de dollars et en est ensuite devenu le PDG.

### Formation (2023-)
En mars 2023, Musk enregistre X Corp. au Nevada. Le même jour, il enregistre également la société d'intelligence artificielle (IA) xAI. Plus tard ce mois-là, Musk demande la fusion de X Holdings I avec X Holdings Corp. et de Twitter, Inc. avec X Corp. Dans le dossier, Musk a révélé que X Holdings Corp. dispose de 2 millions de dollars de capital ; X Holdings Corp. servira également de société mère pour X Corp. Dans un courriel adressé à l'ensemble de l'entreprise ce mois-là, Musk a annoncé que les employés de Twitter recevront des actions de X Corp.
En avril 2023, lors d'un dépôt devant le tribunal pour une poursuite en cours intentée par l'activiste politique de droite Laura Loomer contre Twitter et son ancien PDG Jack Dorsey, Twitter, Inc. a informé le tribunal qu'elle avait été consolidée au sein de X Corp., une société du Nevada basée à Carson City. Un dépôt similaire a été effectué auprès du tribunal du district des États-Unis pour le district sud de la Floride.

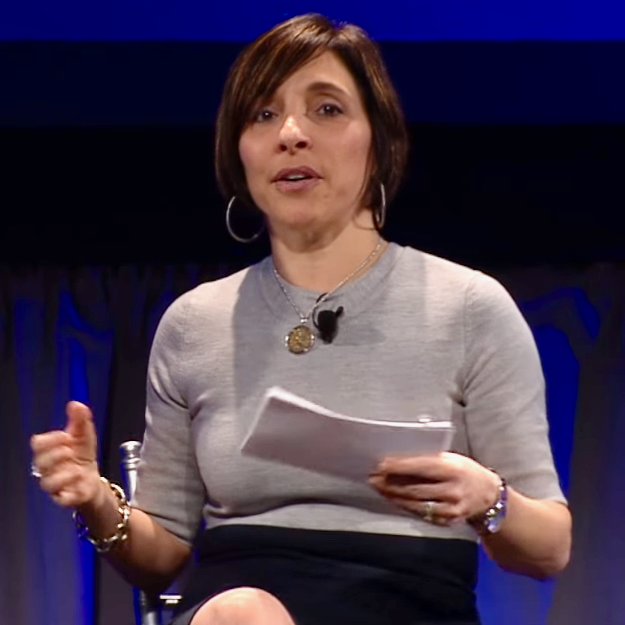
Linda Yaccarino en 2014.

Le 11 mai 2023, Musk a tweeté qu'il avait trouvé son remplaçant en tant que PDG de Twitter et de X Corp. Le lendemain, le 12 mai, il a nommé Linda Yaccarino comme nouvelle PDG, ajoutant qu'elle « se concentrera principalement sur les opérations commerciales, pendant [qu'il se concentrera] sur la conception de produits et sur les nouvelles technologies ». Musk déclare qu'il passerait à un rôle de président exécutif et de directeur de la technologie. Yaccarino a succédé à Musk le 5 juin 2023.
En juin 2023, Fidelity Investments estime la valeur de l'entreprise à 15 milliards de dollars.
Le 23 juillet 2023, par le biais de son compte Twitter, Musk annonce le renommage progressif de Twitter en X et son changement de logo qui débutent le lendemain, c'est-à-dire le 24 juillet 2023.
En octobre 2023, Elon Musk publie un tweet sur sa page personnelle X et annonce que la valeur de l’entreprise X est passée de 44 milliards de dollars (lors de son achat) à 20 milliards de dollars, en un an, en raison de la forte diminution des contrats publicitaires des annonceurs de la plateforme. De plus, de nombreux médias de la tech ont annoncé que l’offre de compte certifié (affublés d'un badge coché bleu) allait prochainement être modifiée en raison d’un manque de crédibilité sur de nombreux comptes qui auraient été usurpés. 